# Nguyễn Đức Hóa
Nguyễn Đức Hóa (sinh năm 1962) là một sĩ quan cấp cao trong Quân đội nhân dân Việt Nam, hàm Thiếu tướng. Ông nguyên là Ủy viên Thường vụ Đảng ủy, Phó Chính ủy Quân khu 4.

## Thân thế và binh nghiệp
Ông quê ở tỉnh Quảng Bình
Ông từng giữ các chức vụ: Chủ nhiệm Chính trị, Phó Chính ủy, Chính ủy Bộ chỉ huy quân sự tỉnh Quảng Bình.
Năm 2014, ông được bổ nhiệm giữ chức Phó Chủ nhiệm Chính trị Quân khu 4.
Tháng 10 năm 2016, ông được giao nhiệm vụ giữ chức Quyền Chủ nhiệm Chính trị Quân khu 4 thay cho Thiếu tướng Trần Võ Dũng.
Tháng 1 năm 2017, ông giữ chức Chủ nhiệm Chính trị Quân khu 4 đồng thời được thăng quân hàm Thiếu tướng.
Tháng 9 năm 2017, ông được Quân ủy Trung ương bổ nhiệm giữ chức Phó Chính ủy Quân khu 4 thay cho Thiếu tướng Trần Tiến Dũng nghỉ chờ hưu.
Ngày 01 tháng 11 năm 2022, ông nghỉ hưu 
Thiếu tướng (2017)

## Lịch sử thụ phong quân hàm
| Năm thụ phong | 1990                                         | 1993                                                | 1996                                      | 2000                                    | 2004                                                 | 2008                                      | 2012                                             | 2017                                            |
| ------------- | -------------------------------------------- | --------------------------------------------------- | ----------------------------------------- | --------------------------------------- | ---------------------------------------------------- | ----------------------------------------- | ------------------------------------------------ | ----------------------------------------------- |
| Quân hàm      | Tập tin:Vietnam People's Army Lieutenant.jpg | Tập tin:Vietnam People's Army Senior Lieutenant.jpg | Tập tin:Vietnam People's Army Captain.jpg | Tập tin:Vietnam People's Army Major.jpg | Tập tin:Vietnam People's Army Lieutenant Colonel.jpg | Tập tin:Vietnam People's Army Colonel.jpg | Tập tin:Vietnam People's Army Senior Colonel.jpg | Tập tin:Vietnam People's Army Major General.jpg |
| Cấp bậc       | Trung úy                                     | Thượng úy                                           | Đại úy                                    | Thiếu tá                                | Trung tá                                             | Thượng tá                                 | Đại tá                                           | Thiếu tướng                                     |